# Galerie De Lachende Koe
De Lachende Koe is een voormalige, roemruchte galerie voor hedendaagse beeldende kunst aan de Voorhaven in het historisch Delfshaven in de Nederlandse stad Rotterdam van 1984 tot 1989.
De galerie De Lachende Koe werd in 1984 opgericht door Jaap Zwier samen met Peter van Zoetendaal in de vroegere opslag- en expositieruimte van de Artotheek aan de Voorhaven. Vier uur na de rumoerige opening leidde onenigheid tot onmiddellijke sluiting, en leek het de kortst bestaande galerie ooit te worden. Een maand later opende de galerie opnieuw de deuren. In de begintijd nam de galerie de voortrekkersrol in Rotterdamse kunstscene over van de Galerie Black Cat.
In het jaar 2000 verscheen een publicatie met herinneringen van kunstenaars aan de voormalig oprichter Jaap Zwier (1952-1990).

## Exposities, een selectie
- 1986. François Konings, Hannes Postma, Hedy Gubbels, Jos van der Meulen, Kees Spermon, Klaas Gubbels, Lady Jacobs en Michel Snoep. De Lachende Koe, Delfshaven[5]
- 1986. SALON D T 'EEN' met werk van Hans Citroen, Dora Dolz, Willem van Drunen, Marleen Felius, Cor Kraat, Joost Minnigh, Montebasso en John van 't Slot.[6]
- 1987. Vijf jongeren in De Lachende Koe, met werk van Ben Schot.[7]
- 1988. Architectuur en Erotiek, met werk van Wink van Kempen.[8]

## Publicaties
- Deutz~Lynda (red). De Lachende koe 1984 -1989, Rotterdam : Alex Meidam, 2000.